# Arbejdsmarkedets Feriefond
Arbejdsmarkedets Feriefond er en selvejende institution, som er oprettet ved lov nr. 268 af 22. maj 1974.
Fondets formål er at anvende sine midler til ferieformål for lønmodtagere særligt familier med børn og særligt gennem støtte til institutioner eller organisationer, der tilvejebringer feriemuligheder for lønmodtagere, i form af aktivitets- og oplevelsesmuligheder samt yde støtte i form af lån eller tilskud til erhvervelse af arealer, opførelse, ombygning og indretninger af bygninger til ferieformål etc. Fonden uddeler ca. 40 mio. kr. årligt.
Vilkårene for støtte ydes efter ansøgning til Arbejdsmarkedets Feriefond, der i de enkelte tilfælde træffer afgørelse om vilkårene.
Fondets midler består af renter og andet afkast af kapitalen, renteafkast fra FerieKonto samt den kapital fonden rådede over den 1. juli 1974, samt uhævede feriepenge.
I 1987 kritiserede Rigsrevisionen fonden for i løbet af ét år at have bevilget det LO-ejede Dansk Folkeferie 547 mio kr, mens der kun blev givet 15 mio. kr til andre formål.
Fra midten af 1990 og frem til 2012 gav fonden en lang række langsigtede lån ud til turistattraktioner og museer i Danmark. Der har været i alt 46 forskellige låntagere.

## Tilbagekrævning af lån
Den 1. april 2017 blev det meldt ud, at fonden krævede over 900 mio. kr. tilbage fra museer, som fonden havde støttet. Årsagen til dette var, at et større forlig i Folketinget i 2014 havde besluttet overføre 280 millioner kroner af Arbejdsmarkedets Feriefonds formue til staten. Det omfattede over 30 museer, hvor disse inkluderede:
- Andelslandsbyen Nyvang, Holbæk
- Arbejdermuseet, København
- Fregatten Jylland, Ebeltoft (56 mio. kr)
- Limfjordsmuseet, Løgstør (1 mio. kr.)
- Middelaldercentret
- M/S Museet for Søfart, Helsingør (49 mio. kr.)
- Nordsømuseet, Hirtshals
- Ringkøbing-Skjern Museum til Dejbjerg Jernalder (17 mio. kr)
- Vikingecenter Fyrkat (5,7 mio. kr.)

De fleste museer opfattede disse lån som en donation. Ifølge Anders Bloksgaard, der er direktør for Limfjordmuseet, så var pengene givet som lån, der var "en gentlemanaftale om, at hvis man fuldførte projekterne og holdt dem kørende i 25 år, ville lånet enten blive eftergivet eller forlænget med yderligere 25 år". Kim Clausen, direktør for Ringkøbing-Skjern Museum, udtalte at "Som vestjyder blev vi ganske vist lidt lorne, da vi fik at vide, at pengene kun kunne gives som lån. Men det blev sagt meget tydeligt, at lånet ville blive forlænget efter de 25 år. Det var mere proforma for at sikre, at bygningerne ikke blev brug til noget andet." Dan Pode Poulsen fra M/S Museet for Søfart sagde om lånet til museet fra 2008 at "Feriefonden har igennem hele forløbet optrådt på linje med de andre donatorer." Feriefondens navn er desuden mejslet i beton sammen med museets øvrige donatorer.
Nils M. Jensen, der er formand for Organisationen Danske Museer, udtalte at "hvis alle skal betale lånene tilbage, vil der helt sikkert være nogle institutioner, der må lukke". Direktøren for Middelaldercentret, Peter Vemming, udtalte at "Nu har vi pludselig fået en mail om, at fonden vil have pengene tilbage. Det første lån udløber allerede om tre år, men vi har ikke en jordisk chance for at rejse pengene." Direktøren for Vikingecenter Fyrkat meddelte, at "...det peger i retning af at lukke centret." Beskæftigelsesminister Troels Lund Poulsen (V) udtalte, at han var interesseret i at finde en løsning på problemet, og at de ikke måtte lukke.
I første omgang blev tilbagebetaling af lånene sat i bero fra 1. januar 2018, mens der blev forhandlet med EU pga. regler om statsstøtte.
Fristen for tilbagebetaling af de første lån, der var givet til seks museer og oplevelsescentre blev i første omgang udskudt fra 1. juli 2019 til 1. januar 2020. Den 16. december udmeldte Beskæftigelsesministeriet, at fristen for at tilbagebetale lånene igen var blevet udskudt, og den nye betalingsfrist blev sat til 1. april 2020. Beskæftigelsesordfører Christian Juhl fra Enhedslisten udtalte at "Sagsbehandlingen i denne sag har været uacceptabel langsommelig. Det er den mest bureaukratiske forhalingssag, jeg har set, mens jeg har været i Folketinget", og han kaldte Peter Hummelgaard Thomsen samråd. Den 20. januar 2020 annoncerede Beskæftigelsesministeriet, at der var fundet en løsning på afvikling af lånene, hvor de berørte låntagere fik eftergivet mellem 80% og 100% af lånene. Herefter fik de to valg, hvor man enten kunne udbetale hovedstolen fuldt ud, eller lade det resterende beløb overgå til et nyt lån over 25 år med to procent rente. I alt blev der eftergivet godt 710 mio. kr.
| Låntager                                                       | Afskrivning |
| -------------------------------------------------------------- | ----------- |
| Anholt Lokalhistoriske Arkiv og Forening, Anholt museum        | 100%        |
| Djursland for Fuld Damp                                        | 100%        |
| Djursvold (Gerrild Vandrerhjem)                                | 100%        |
| Fiskeriets hus                                                 | 100%        |
| Foreningen Fjaltring Gæsthus                                   | 100%        |
| Holbæk Vandrerhjem, Hotel sidesporet                           | 100%        |
| Hvide Sande Vandrerhjem                                        | 100%        |
| Kristeligt studenter settlement                                | 100%        |
| Limfjordsmuseet                                                | 100%        |
| Rebild Vandrerhjem                                             | 100%        |
| Ribe Fritidscenter                                             | 100%        |
| Thisted Vandrerhjem                                            | 100%        |
| Andelsbyen Nyvang                                              | 90%         |
| Arbejdermuseet                                                 | 90%         |
| Bornholms Middelaldercenter                                    | 90%         |
| Castberggård                                                   | 90%         |
| Danmarks Borgcenter                                            | 90%         |
| Danmarks Saltcenter                                            | 90%         |
| Dansk Forsorgsmuseum (4,9 mio.)                                | 90%         |
| Doverodde Købmandsgård (nordvest Safari)                       | 90%         |
| Dronningens Ferieby                                            | 90%         |
| Dybbøl Banke                                                   | 90%         |
| Fjordcentret Voer-Færgested. Kyst- og fjordcentret ved Randers | 90%         |
| Fregatten Jylland                                              | 90%         |
| Fyrtøjet (8,9 mio.)                                            | 90%         |
| Hou Søsportscenter                                             | 90%         |
| Middelaldercentret, Forsøgcenter for Historisk Teknologi       | 90%         |
| Museet for Søfart                                              | 90%         |
| Musholmfonden                                                  | 90%         |
| Museumscenter Aars, Cimbrercentret                             | 90%         |
| Naturama (2,2 mio.)                                            | 90%         |
| Nordjyllands Historiske Museum, Vikingecenter Fyrkat           | 90%         |
| Nordsøen Oceanarium                                            | 90%         |
| Odense Bys Museer (5,8 mio.)                                   | 90%         |
| Museum Ragnarock - Museet for pop, rock og ungdomskultur       | 90%         |
| Randers Regnskov                                               | 90%         |
| Ribe Vikingecenter                                             | 90%         |
| Ringkøbing-Skjern Museum                                       | 90%         |
| Stenaldercenteret Ertebølle                                    | 90%         |
| Stenvad Mosebrugscenter                                        | 90%         |
| Søbygaard (3 mio.)                                             | 90%         |
| Vadehavscentret                                                | 90%         |
| Zoologisk Have                                                 | 90%         |
| Øhavets Smakke- og Naturcenter (5 mio.)                        | 90%         |
| Danhostel Herning                                              | 80%         |
| Ringkøbing Danhostel                                           | 80%         |

## Bevillinger i 2022
I 2022 andrager fonden 39.244.302 kr på fordelt på følgende modtagere:[kilde mangler]
- Boligselskabet Lejerbo 1.016.120 kr
- Børneulykkesfonden 225.000 kr
- Dansk Flygtningehjælp Ungdom (DFUNK) 370.166 kr
- Dansk Folkehjælp 12.000.000 kr
- DepressionsForeningen 71.718 kr
- FamilieNet Danmark 1.200.000 kr
- Ferie med Fællesskab, Netværk og Oplevelser (Husmoderferie) 780.000 kr
- Fonden Børnehjælpsdagen af 6. maj 1904 219.780 kr
- Foreningen Familieferie 3.200.000 kr
- Foreningen INSP! 67.000 kr
- Foreningen Kolonibanden 300.000 kr
- Foreningen til Støtte for Mødre og Børn 778.680 kr
- Frelsens Hær 2.000.000 kr
- Høreforeningen 144.000 kr
- KAB 2.292.500 kr
- Kirkens Korshær 183.750 kr
- Landsforeningen af VæreSteder 5.100.000 kr
- Landsforeningen Autisme 1.490.000 kr
- Landsforeningen for psykisk sundhed (SIND) 100.000 kr
- Landsforeningen Lænken 600.000 kr
- Landsorganisationen af KvindeKrisecentre 540.000 kr
- Muskelsvindfonden 138.000 kr
- Red Barnet 2.327.438 kr
- Røde Kors Asyl 495.900 kr
- Samvirkende Menighedsplejer 2.618.000 kr
- SMILfonden 986.250 kr

## Ekstern henvisning og kilde
- Abejdsmarkedets Feriefonds hjemmeside

|  | Denne artikel kan blive bedre, hvis der indsættes geografiske koordinater Denne artikel omhandler et emne, som har en geografisk lokation. Du kan hjælpe ved at indsætte koordinater i wikidata. |